# 国家联盟 (多米尼加)
国家联盟（西班牙語：Alianza País，缩写为ALPAÍS）是多米尼加的一个政党。该党成立于2011年2月20日。该党的政治立场是中间偏左至左翼。该党的意识形态是杜阿尔特主义、社会民主主义、民主社会主义。该党的主席是Guillermo Moreno。该党的总部位于圣多明各。该党是圣保罗论坛的成员。